# وادي ركيل
وادي ركيل (بالإنجليزية: Oued Rkel)‏ أو وادي الكيل (بالإنجليزية: Oued El Kell)‏ هو شعيب (وادي) يقع في جهة فاس مكناس بالمغرب. هو أحد روافد وادي بهت.